# Cephalophyllum goodii
Cephalophyllum goodii är en isörtsväxtart som beskrevs av L. Bol. Cephalophyllum goodii ingår i släktet Cephalophyllum och familjen isörtsväxter. Inga underarter finns listade i Catalogue of Life.